# 苏联集体农庄

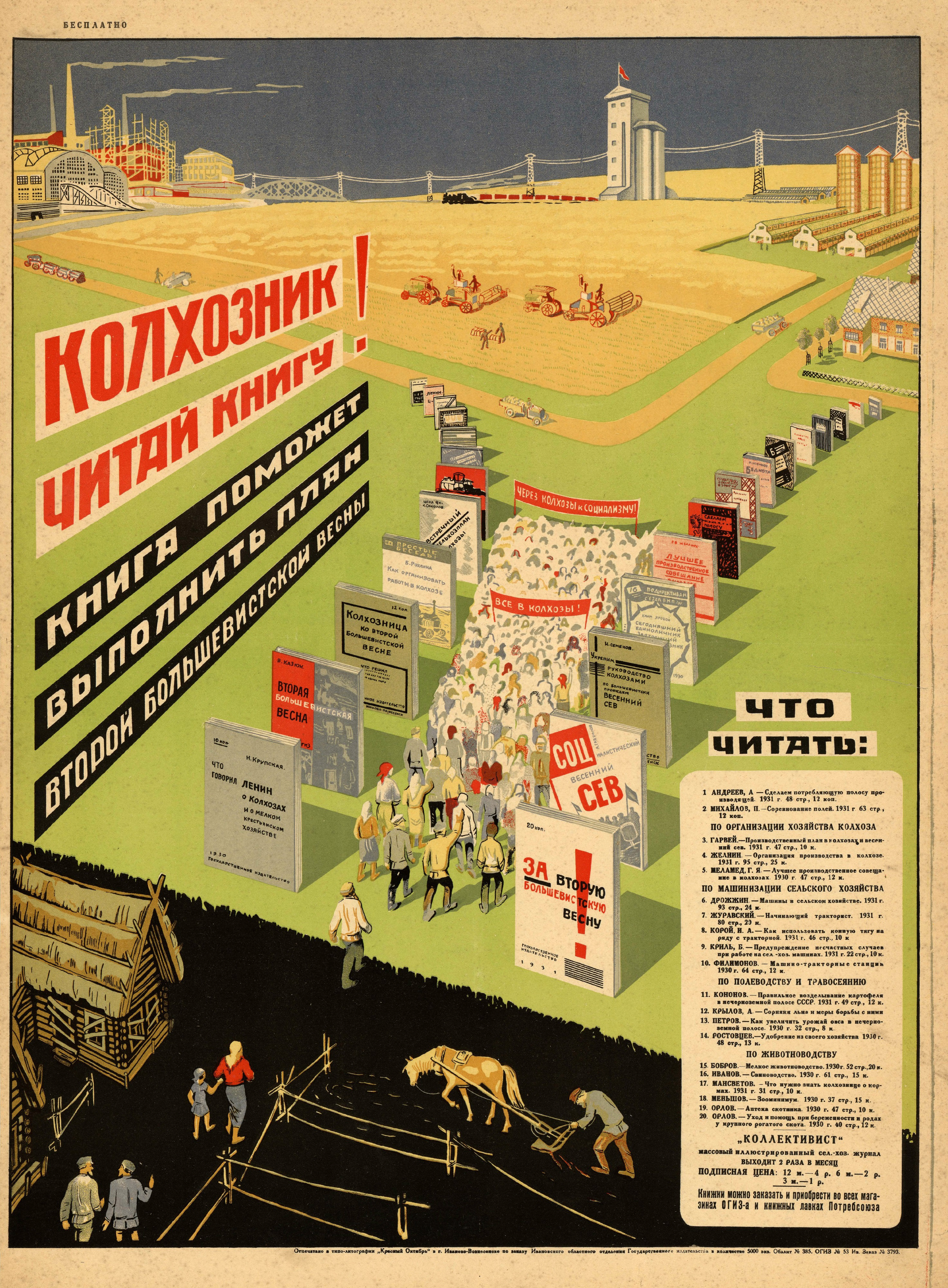
1931年的宣传海报：“集体农庄的庄员们，读读这本书！这本书将有助于实现布尔什维克第二个春天的计划！”

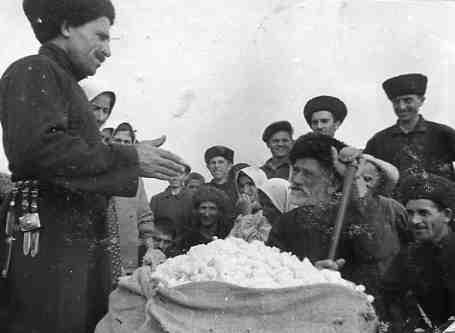
車臣-印古什蘇維埃社會主義自治共和國一间集体农庄中的棉花种植者，摄于1938年

苏联集体农庄（俄語：колхо́з，IPA：[kɐlˈxos] ⓘ）是苏联的一種集體農場，苏联集体农庄和國營農場（俄語：совхо́з）都是在1917年十月革命後出現的蘇聯農業形式，苏联集体农庄及國營農場。
1920年代在巡迴的宣傳者影響之下，開始出許多自發性的集體農場。一開始的集體農場是傳統俄羅斯村社的現代版，廣泛的「農業組織」（zemledel' cheskaya artel），土地聯合耕地協會（簡稱TOZ），最後才形成苏联集体农庄。十月革命後前十五年的農業漸漸變成集体农庄，而在1928年開始的苏联农业集体化運動中演變成「暴力衝突」。